# A Trick of the Tail
A Trick of the Tail —en español: Un Truco de la Cola— es el séptimo (en total),  álbum de estudio, de la banda inglesa de rock progresivo Genesis, y el primero en incorporar al baterista Phil Collins como vocalista principal, luego de la partida de Peter Gabriel del grupo. Fue grabado en los estudios Trident, Londres, entre octubre y noviembre de 1975 y lanzado al mercado el 13 de febrero de 1976. La portada del álbum es obra de Hipgnosis.
El disco alcanzó el puesto #3 en el Reino Unido, el #1 en Francia, el #4 en Italia, el #43 en Alemania y el lugar #31 en los EE. UU. El álbum vendió más que su antecesor, "The Lamb Lies Down on Broadway", y está considerado entre los mejores esfuerzos de la agrupación. Este disco continuó en una línea más accesible el trabajo hecho con Peter Gabriel y marcó el camino para la era más exitosa del grupo.

## Genesis Post-Gabriel
Para el mundo del rock, con la partida de Peter Gabriel, Genesis era un barco que se iba definitivamente a pique, sin posibilidades de ser reflotado. Las notas periodísticas acerca del destino del grupo tenían características casi necrológicas. Los muchachos, entonces, se tomaron una temporada de descanso y reflexión. Steve Hackett aprovechó la oportunidad para grabar su primer álbum como solista: "Voyage of the Acolyte", el cuál contó con la participación de Mike Rutherford y Phil Collins. Tiempo después, cuando se reúnen, el cuarteto comenzó a crear nuevos temas y a buscar un nuevo vocalista que reemplazara el vacío que dejó Gabriel.
"Los cuatro decidimos seguir escribiendo y ver qué pasaba. Empezamos a sacar parte de "Dance on a Volcano" y "Squonk". Una vez que estuvimos ahí, ya no hubo nada más que decir" (Rutherford).
"Escuchábamos nuevos cantantes todos los lunes. Pusimos avisos en los diarios y era increíble: nos mandaban cassettes con uno de nuestros discos en el fondo y su voz por encima" (Collins).
"Escuchábamos cuarenta o cincuenta de esos cassettes y terminamos viendo a unos doce tipos" (Banks).
"Entonces, un día Phil intentó cantar "Squonk" y no tuvimos que buscar más, pero incluso cuando ya habíamos grabado el disco seguíamos buscando un cantante para las giras. Hasta que dijimos: Basta, consigamos un baterista".
"A Trick Of The Tail" no fue un disco grupal como los anteriores. Los créditos de las canciones se repartieron entre Tony Banks y Mike Rutherford, mayormente, y Steve Hackett no contribuyó demasiado para este álbum. "En ese momento Mike y yo escribíamos un poco más que Steve y Phil, y le sugerí a Mike que cada uno recibiera créditos individuales por sus canciones. "The Lamb..." fue más un álbum grupal, pero ya después sentía que no era una contribución igual por parte de todos, y era tonto pretender que lo fuera" (Banks).
"A Trick Of The Tail" fue grabado en el verano y otoño (boreal) de 1975, y constituyó el primer éxito comercial significativo en los EE. UU. Era un álbum simple -comparado con el anterior- pero constituía un buen eslabón entre el Genesis anterior y el que se proyectaba hacia el futuro. Canciones como "Ripples" o "Mad Man Moon" representaban una continuidad. El disco apareció a comienzos de 1976 y en abril de aquel año el grupo comenzó una gran gira estadounidense. La ausencia de Peter Gabriel es compensada a través de proyecciones de diapositivas, filmaciones y rayos láser, creando un efecto luminoso desde el background de la banda. Para esta gira fue contratado el exbaterista de Yes y miembro de King Crimson, Bill Bruford.

## Vídeos
Por primera vez en su carrera, Genesis filmaría tres videos promocionales para sus canciones. El primero sería para el tema "A Trick of the Tail", de Tony Banks, en el que aparece toda la banda tocando junto al piano. Un Phil Collins en miniatura podía verse sobre este teclado y la guitarra de Steve Hackett, mientras que este último tenía una mano de una bestia (posteriormente Collins diría que este video fue el más embarazoso de toda su carrera). 
El segundo video correspondía al tema "Ripples", en donde aparecía el grupo ejecutando la canción y el tercero fue para "Robbery, Assault & Battery", en el que se retrataba a Phil Collins como un ladrón de bancos que le dispara a un anciano (interpretado por Mike Rutherford). y que luego es perseguido por policías (interpretados por Banks, Hackett y Rutherford), y disparándole a Banks en el proceso.
Estos tres videos pueden encontrarse en el DVD de Genesis "The Video Show", junto con el resto de los videos de su carrera hasta "The Carpet Crawlers 1999".

## Lista de canciones
| Pista | Título original            | Título en español        | Autores                                | Duración |
| ----- | -------------------------- | ------------------------ | -------------------------------------- | -------- |
| 1.    | Dance on a Volcano         | Baile en un Volcán       | Banks / Collins / Hackett / Rutherford | 5:55     |
| 2.    | Entangled                  | Enredado                 | Banks / Hackett                        | 6:27     |
| 3.    | Squonk                     | Squonk                   | Banks / Rutherford                     | 6:30     |
| 4.    | Mad Man Moon               | Lunático                 | Banks                                  | 7:36     |
| 5.    | Robbery, Assault & Battery | Robo, Asalto & Agresión  | Banks / Collins                        | 6:17     |
| 6.    | Ripples                    | Ondulaciones             | Banks / Rutherford                     | 8:07     |
| 7.    | A Trick of the Tail        | Un Truco de la Cola      | Banks                                  | 4:35     |
| 8.    | Los Endos                  | Los Endos (instrumental) | Banks / Collins / Hackett / Rutherford | 5:46     |

- En las ediciones originales en LP y casete, el primer lado correspondía a las canciones 1-4, mientras que el segundo correspondía a las canciones 5-8.
- En algunas ediciones se encuentran mal acreditados la autoría en las canciones 5, 6 y 7; siendo los correctos los que se muestran en la lista.

## Carta de despedida
En agosto de 1975 Peter Gabriel escribió esta carta de despedida y se la entregó personalmente a la prensa Inglesa:

Tuve un sueño, sueño de ojos. Luego tuve otro sueño con el cuerpo y el alma de una estrella de rock. Cuando no me sentí bien, lo dejé. Recordando las razones musicales y no musicales, esto es lo que se me ocurrió: SALGAN, ANGELES SALGAN - una investigación. El móvil que habíamos construido como una cooperativa para asistirnos en la composición se convirtió en nuestro amo y nos encerró en el éxito que habíamos deseado. Afectó al espíritu y las actitudes de la banda entera. La música no se había secado y yo aún respetaba a los otros músicos, pero nuestros roles comenzaron a hacerse difíciles. Para hacerse una idea de "Genesis el Grande" significaba desplazar mucho más concreto que antes. Para cualquier banda, que transfigura su sentimiento del entusiasmo idealista al profesionalismo es una operación difícil. Creo que el uso del sonido y las imágenes visuales pueden ser desarrollados para hacer mucho más de lo que nosotros hemos hecho. Pero a mayor escala se necesita una dirección clara y coherente, la cual nuestro sistema de comité pseudo-democtrático no podía proveernos. Cómo artista, necesitaba absorber una gran variedad de experiencias. Es difícil responder a la intuición y el impulso dentro de los largos términos de planificación que la banda necesitaba. Sentí que debía observar/aprender al respecto/desarrollar yo mismo, mis trozos y partes creativas y recoger mucho trabajo que sucedía fuera de la música. Aún los placeres ocultos de los vegetales creciendo y de la comunidad viviente están comenzando a revelar sus secretos. Yo no podía esperar que la banda cierre su agenda con mi esclavitud de repollo. El incremento en dinero y poder, si lo aguantase, podría haberme anclado a los reflectores. Era importante para mí darle espacio a mi familia, la cual yo quería mantener unida, y liberar al padre que había en mi. Aunque había visto y aprendido un gran trato en los últimos siete años, encontré que tenía que comenzar a mirar a las cosas como el famoso Gabriel, a pesar de ocultar mi ocupación siempre que fuera posible, esquivando bultos, etc. Había comenzado a pensar en términos de negocios; muy útil para un habitual músico triste, pero tratar a los discos y a la audiencia como dinero comenzó a alejarme de ellos. Cuando actuábamos, había más escalofríos recorriéndome la espalda. Yo creo que el mundo pronto pasará por un difícil período de cambios. Estoy emocionado por algunas de las áreas que saldrán a la superficie las cuales parecen haber estado ocultas en la mente de la gente. Quiero explorar y estar preparado para ser abierto y flexible, lo suficiente para responder y no atarme a la vieja jerarquía. Parte de las ambiciones de mi psique como "Gabriel estrella de rock arquetípica" había sido realizada - mucha ego-gratificación y la necesidad de atraer a las jovencitas, tal vez como resultado de frecuentes rechazos como "Gabriel el niño loco de escuela pública con acné". Sin embargo, todavía puedo salirme de emprender el juego de estrella de vez en cuando. Mi futuro dentro de la música, si existe, será dentro de tantas situaciones como sea posible. Es bueno ver a un gran número de artistas derribar las casillas. Esta es la diferencia entre el provechoso, compartimentado, pollo de criadero y el libre-surtido. ¿Por qué se cruzaron los pollos en el camino? No hay animosidad entre la banda o la dirección artística y yo. La decisión ha sido tomada hace algún tiempo y hemos hablado acerca de nuestra nueva dirección. La razón por la cual mi salida no había sido anunciada anteriormente fue porque me pidieron que esperara un tiempo hasta que ellos encontraran un reemplazante que llenara el hueco. No es imposible que algunos de ellos pudieran trabajar conmigo en otros proyectos. Las siguientes suposiciones tiene poco que ver con la verdad: Gabriel deja Genesis:

1. Para trabajar en teatro.
2. Para hacer más dinero como solista.
3. Para hacerme un "Bowie".
4. Para hacerme un "Ferry".
5. Para hacer una "boa peluda alrededor de mi cuello y colgarme con ella".
6. Para ir a ver una institución.
7. Para quedarme viejo en las ramas.

No me expreso adecuadamente en entrevistas y siento que se lo debía a la gente que ha puesto todo su cariño y energía apoyando a la banda, para darles una imagen más exacta de mis razones. Por eso les pido que impriman esto por completo o nada.
cquote

## Lanzamiento en SACD/CD/DVD
Una nueva versión del álbum fue lanzada en el Reino Unido y Japón el 2 de abril de 2007. Fue lanzada en Estados Unidos y Canadá como parte de la caja de CD Genesis 1976-1982 el 15 de mayo de 2007. Esta incluye una nueva mezcla del álbum completo en estéreo, además del álbum completo con sonido envolvente 5.1, y videos relacionados. La disposición de los discos de acuerdo a las ediciones es la siguiente:
- DISCO 1 - En las ediciones de la Unión Europea y Japón, es un SACD/CD híbrido multicapa. La capa del CD incluye las canciones remasterizadas en estéreo, y la del SACD es multicanal (sonido envolvente 5.1).

- DISCO 1 - En las ediciones de Canadá y Estados Unidos, es un CD estándar, conteniendo las canciones remasterizadas en estero, y no incluye el SACD.

- DISCO 2 - En todas las ediciones, es un DVD de video que contiene tanto pistas de audio como pistas de video. Incluye tres mezclas diferentes del álbum: DTS, Dolby Digital 5.1 y Dolby Digital estéreo. En la interfaz del DVD se encuentran dos opciones de audio: Dolby 5.1 y DTS 5.1. Si se selecciona la primera en un sistema que no sea compatible con este formato de sonido, se reproduce como Dolby estéreo. Por otro lado, el sonido DTS es una versión ligeramente comprimida del sonido envolvente encontrado en el SACD y el sonido Dolby Sorround es ligeramente inferior en calidad a la del DTS. Todas estas mezclas fueron hechas por el ingeniero y productor Nick Davis.

- DISCO 2 - En todas las ediciones, también incluye las siguientes pistas de video:

1. Entrevista con la banda acerca del lanzamiento de este álbum (2006).
2. Videos promocionales: Robbery, Assault & Battery, Ripples, y A Trick of the Tail (1976).
3. Genesis: In Concert (el concierto de genesis completo, filmado durante la gira de 1976).
4. White Rock programa del concierto de 1977 (galería de 8 páginas).

## Formación
- Tony Banks: Órgano, sintetizador, piano, guitarra de 12 cuerdas, melotrón, coros.
- Phil Collins: Percusión, batería, voz principal, coros.
- Steve Hackett: Guitarra eléctrica y acústica, guitarra de 12 cuerdas.
- Mike Rutherford: Bajo, pedalero, guitarra de 12 cuerdas.